# Huíla
Huíla és una província del sud d'Angola. Té una superfície de 79.022 km² i la seva població és de 2.354.398 habitants en 2014.

## Divisió administrativa
Huíla té els següents municipis:
- Caconda
- Cacula
- Caluquembe
- Chiange
- Chibia
- Chicomba
- Chipindo
- Cuvango
- Humpata
- Jamba
- Lubango
- Matala
- Quilengues
- Quipungo

## Llengües
- Nyaneka
- Nyemba

## Història
Des de la Guerra Colonial Portuguesa (1961-1975) fins a la independència d'Angola, i la  subsegüent guerra civil a Angola (1975-2002) Huíla es va veure afectada directament només durant períodes relativament curts. Cassinga va ser abandonada pels seus supervisors europeus, i la mina va caure en l'oblit durant la guerra civil. A l'any següent va ser ocupada per l'Exèrcit Popular d'Alliberament de Namíbia (PLAN), l'ala militar del SWAPO. El PLAN va adoptar Cassinga com a punt de parada per als atacs insurgents a Àfrica del Sud-Oest, a uns 250 quilòmetres al sud. Les seves bases de sobte es va convertir en un santuari per als refugiats locals durant la Guerra d'Independència de Namíbia.
En 1978 la presència del PLAN a Cassinga va atreure l'atenció de la Força de Defensa de Sud-àfrica. Es va dur a terme l'Operació Ren, en la que paracaigudistes del 44è Regiment de Paracaigudistes recolzats per avions bombarders i tropes d'assalt van atacar-la per aire el 4 de maig. L'assalt de sis hores va cobrar-se aproximadament 600 vides, inclosos quatre soldats sud-afaricans, seixanta soldats cubans i 500 combatents del PLAN i exiliats namibis. Cassinga fou el principal focus de lluita durant l' Operació Askari en desembre de 1983.
El desenvolupament post-colonial a Angola ha vist la creació de dues universitats a Lubango (l'estatal Universidade Mandume, anomenada pel líder dels ovambo que lluità contra l'ocupació portuguesa, i el campus de la Universidade Privada de Angola. El turisme està emergint, implicant en gran manera als empresaris blancs de Namíbia, que el govern provincial està buscant atreure activament.